# جيسيكا كاتلر
جيسيكا كاتلر (بالإنجليزية: Jessica Cutler)‏ هي دراجة أمريكية، ولدت في 7 سبتمبر 1979.

## وصلات خارجية
- جيسيكا كاتلر على موقع إحصائيات الدراجات الإحترافية (الإنجليزية)
- جيسيكا كاتلر على موقع نسبة الدراجات (الإنجليزية)